# Sardent
Sardent – miejscowość i gmina we Francji, w regionie Nowa Akwitania, w departamencie Creuse.
Według danych na rok 1990 gminę zamieszkiwało 845 osób, a gęstość zaludnienia wynosiła 21 osób/km² (wśród 747 gmin Limousin Sardent plasuje się na 153. miejscu pod względem liczby ludności, natomiast pod względem powierzchni na miejscu 76.).